# Росс, Йоганнес Петер Францискус
Йоганнес Петер Францискус Росс (нем. Johannes Peter Franziskus Ross SJ, 26 декабря 1875 года, Ахен, Германия — 26 декабря 1959 года) — католический прелат, миссионер, апостольский викарий Хиросимы с 18 мая 1928 года по 20 ноября 1940 год, член монашеского ордена иезуитов.

## Биография
28 августа 1909 года Йоганнес Росс был рукоположён в священника в монашеском ордене иезуитов.
18 мая 1928 года Римский папа Пий XI назначил Йоганнеса Росса апостольским викарием Хиросимы и титулярным епископом Табалы. 5 августа 1928 года состоялось рукоположение Йоганнеса Росса в епископа, которое совершил епископ Нагасаки Януарий Кюносукэ Хаясака в сослужении с епископом Осаки Жаном-Батистом Кастанье и епископом Фукуоки Фернаном-Жаном-Жозе Тири.
20 ноября 1940 года Йоганнес Росс вышел в отставку. Скончался 26 декабря 1969 года.